# Juegos Ecuestres Mundiales de 1998
Los III Juegos Ecuestres Mundiales se celebraron en Roma (Italia) entre el 1 y el 11 de octubre de 1998 bajo la organización de la Federación Ecuestre Internacional (FEI) y la Federación Italiana de Hípica. Las competiciones se realizaron en el Estadio Flaminio, al norte de la capital italiana.
El campeonato contó con la asistencia de 382 jinetes de 42 países afiliados a la FEI, que participaron en 5 deportes ecuestres: doma, concurso completo, salto de obstáculos, volteo y enganches; 11 pruebas fueron disputadas en total. La prueba de raid o carrera de larga distancia fue celebrada por separado en Abu Dabi (EAU).

## Medallistas
| Evento                          | Oro | Plata | Bronce |
| ------------------------------- | --- | --- | --- |
| Doma individual                 | Isabell Werth · (Gigolo) · Alemania · 84,57 pts. | Anky van Grunsven · (Bonfire) · Países Bajos · 84,32 pts.                                                                                                   | Ulla Salzgeber · (Rusty) · Alemania · 79,24 pts. |
| Doma por equipos                | Isabell Werth · (Gigolo) · Ulla Salzgeber · (Rusty) · Karin Rehbein · (Donnerhall) · Nadine Capellmann · (Gracioso) · Alemania · 5593                        | Anky van Grunsven · (Bonfire) · Coby van Baalen · (Ferro) · Ellen Bontje · (Gestion Silvano N) · Gonnelien Rothenberger · (Dondolo) · Países Bajos · 5513   | Louise Nathhorst · (Walk on Top) · Ulla Håkansson · (Flyinge Bobby) · Annette Solmell · (Strauss 689) · Jan Brink · (Bjorsell's Fontana) · Suecia · 5180 |
| Salto de obstáculos individual  | Rodrigo Pessoa · (Gandini Lianos) · Brasil · 4 | Thierry Pomel (Tor des Chaines) Francia 5 | Franke Sloothaak · (San Patrignano Joly) · Alemania · 8                                                                                                  |
| Salto de obstáculos por equipos | Franke Sloothaak · (San Patrignano Joly) · Lars Nieberg · (Loro Esprit) · Markus Beerbaum · (Lady Weingard) · Ludger Beerbaum · (Priamos) · Alemania · 25,19 | Thierry Pomel (Tor des Chaines) Alexandra Ledermann (Rochet M) Roger-Yves Bost (Airborne Montecillo) Éric Navet (Atout d'Isigny) Francia 37,36              | Diane Lampard (Abbervail Dream) Geoffrey Billington (It's Otto) Nick Skelton (Hopes are H) John Whitaker (Heyman) Reino Unido 38,57                      |
| Concurso completo individual    | Blyth Tait (Ready Teddy) Nueva Zelanda 43,40 | Mark Todd (Broadcast News) Nueva Zelanda 44,25 | Paula Törnqvist · (Monaghan) · Suecia · 45,60 |
| Concurso completo por equipos   | Blyth Tait (Ready Teddy) Mark Todd (Broadcast News) Vaughn Jefferis (Bounce) Sally Clark (Squirrel Hill) Nueva Zelanda 137,65                                | Marie-Christine Duroy (Summer Song) Rudolphe Scherer (Bambi de Brière) Jean-Lou Bigot (Twist de la Beige) Philippe Mull (Viens du Frêne ENE) Francia 182,85 | Karen O'Connor (Prince Panache) David O'Connor (Giltedge) Kerry Millikin (Out and About) Bruce Davidson (Heyday) Estados Unidos                          |
| Enganches individual            | Werner Ulrich · Suiza · 141,20 | Michael Freund · Alemania · 142,12 | Tom Monhemius · Países Bajos · 142,92 |
| Enganches por equipos           | Ton Monhemius · IJsbrand Chardon · Harry de Ruijter · Países Bajos ·                                                                                         | Michael Freund · Christoph Sandmann · Helmut Rolphes · Alemania ·                                                                                           | Tomas Eriksson · Fredrik Persson · Jan-Erik Pahlsson · Suecia ·                                                                                          |
| Volteo individual masculino     | Devon Maitozo (Whisky 191) Estados Unidos 8,890 | Matthias Lang (Quitus de Madon) Francia 8,643 | Henrik Ossenbrink · (Panjano) · Alemania · 8,641 |
| Volteo individual femenino      | Nadia Zülow · (Rainbow 32) · Alemania · 8,725 | Kerith Lemon (Pasio 1) Estados Unidos 8,469 | Janine Oswald · (Rainbow 32) · Alemania · 8,378 |
| Volteo por equipos              | Alemania · (Joker 172) · 7,759 | Suiza · (Le Grand) · 7,571 | Estados Unidos (Kalinka 137) 7,537 |

## Medallero
| Núm. | País           | Oro | Plata | Bronce | Total |
| ---- | -------------- | --- | ----- | ------ | ----- |
| 1    | Alemania       | 5   | 2     | 4      | 11    |
| 2    | Nueva Zelanda  | 2   | 1     | 0      | 3     |
| 3    | Países Bajos   | 1   | 2     | 1      | 4     |
| 4    | Estados Unidos | 1   | 1     | 2      | 4     |
| 5    | Suiza          | 1   | 1     | 0      | 2     |
| 6    | Brasil         | 1   | 0     | 0      | 1     |
| 7    | Francia        | 0   | 4     | 0      | 4     |
| 8    | Suecia         | 0   | 0     | 3      | 3     |
| 9    | Reino Unido    | 0   | 0     | 1      | 1     |
|      | TOTAL          | 11  | 11    | 11     | 33    |